# جاك هاردي (مغن مؤلف)
جاك هاردي (بالإنجليزية: Jack Hardy)‏ هو مغن مؤلف أمريكي، ولد في 23 نوفمبر 1947، وتوفي في 11 مارس 2011 بسبب سرطان الرئة.

## وصلات خارجية
- الموقع الرسمي
- جاك هاردي على موقع ميوزك برينز (الإنجليزية)
- جاك هاردي على موقع ديسكوغز (الإنجليزية)